# Phymanthus pinnulatum
Phymanthus pinnulatum is een zeeanemonensoort uit de familie Phymanthidae.
Phymanthus pinnulatum is voor het eerst wetenschappelijk beschreven door Martens in Klunzinger in 1877.